# Кампилобактериоз
Кампилобактериоз (лат. campylobacteriosis) — острое инфекционное зоонозное заболевание, характеризуется синдромом общей интоксикации, поражением желудочно-кишечного тракта и возможностью генерализации у маленьких детей (1 года жизни) и ослабленных людей в виде септического процесса. На сегодняшний день специфическая профилактика кампилобактериоза пока не разработана.

## Классификация
Классификация кампилобактериоза по Воротынцевой Н. В. и Горелову А. В. (2001)
| Тип     | Типичная: — локализованная (гастроинтестинальная) — генерализованная (септицемия, септикопиемия) Атипичная: • стертая • бессимптомная • бактерионосительство (хроническое, реконвалесцентное, транзиторное) |
| Вариант | 1) гастроэнтеритический; 3) мезаденит; 2) энтероколитический; 4) аппендицит. |
| Тяжесть | Легкая, среднетяжелая, тяжелая |
| Форма   | Острая (до 1 мес.), затяжная (до 3 мес.), хроническая (более 3 мес.) |
| Течение | Гладкое; негладкое: — с осложнениями (ранними и поздними) — с рецидивами |

## Исторические сведения
Возбудитель заболевания впервые был идентифицирован в 1909 году. Причиной болезни считались заболевания домашних животных, сопровождающихся выкидышами. Впервые эти микроорганизмы были выделены от людей Р.Винцентом в 1947 году.
В 2005 году Европейское агентство по безопасности продуктов питания опубликовало заключение о наличии кампилобактера у животных и в пищевых продуктах, в котором мясо птицы определяется как основной источник кампилобактериоза.

## Эпидемиология

### Евросоюз
Кампилобактериоз это наиболее часто регистрируемое пищевое заболевание в ЕС. Регистрируется более чем 246 000 случаев заболевания у людей ежегодно. Однако считается, что фактическое число случаев ближе к девяти миллионам в год. По оценкам Европейского агентство по безопасности продуктов питания, стоимость кампилобактериоза для систем общественного здравоохранения и потери производительности в ЕС составляет около 2,4 миллиарда евро в год. 
В ЕС наблюдалась сезонность заболевания с пиком в летние месяцы, а в некоторых странах отмечался и зимний пик. Спорадические случаи преобладали над вспышками. Основными источниками инфекции были мясо и мясные продукты, молоко и молочные продукты, а также фрукты, овощи и соки. 
В исследовании глобальной эпидемиологии кампилобактериоза за последние восемь лет с 2014 по 2021 год обнаружено, что в Чешской Республике была зарегистрирована самая высокая заболеваемость кампилобактериозом в мире (215 на 100 000 в 2019 году), за ней следуют Австралия (146,8 на 100 000 в 2016 году) и Новая Зеландия (126,1 на 100 000 в 2019 году). Campylobacter был одним из наиболее распространенных кишечных патогенов человека как в развитых, так и в развивающихся странах. Около 90% случаев кампилобактериоза были вызваны Campylobacter jejuni, тогда как менее 10% случаев были вызваны Campylobacter coli.
В январе 2013 года Агентство по пищевым стандартам Великобритании предупредило, что две трети всего сырого куриного мяса, купленного в британских магазинах, было заражено кампилобактером, что ежегодно затрагивает около полумиллиона человек и приводит к смерти примерно 100 человек. 

### Япония
По данным статистики пищевых отравлений Министерства здравоохранения, труда и благосостояния Японии, в 2014-2018 годах в стране ежегодно регистрировалось от 1893 до 3272 случаев кампилобактериоза. Большинство вспышек (94,2% в 2018 году) происходило в ресторанах. Количество вспышек увеличилось с 212 в 2014 году до 278 в 2018 году. Около 15-28% вспышек были связаны с употреблением куриного мяса. Например, в 2016 году в Фукуоке произошла крупная вспышка, затронувшая 266 человек, из-за употребления суши с недожаренным куриным мясом.

### Южная Корея
Данные о вспышках кампилобактериоза в Южной Корее за 2014-2019 годы показывают значительные колебания в количестве случаев: от 103 в 2017 году до 902 в 2016 году. Пик заболеваемости приходится на конец весны и лето (май-август), составляя 40-80% всех вспышек. Основные места возникновения - рабочие места, военные объекты, школы и рестораны. Campylobacter обычно является третьим по распространенности кишечным бактериальным патогеном в Корее после Salmonella и патогенной E. coli, за исключением 2016 года, когда он вышел на первое место.

### Сингапур
По данным эпиднадзора в Сингапуре, заболеваемость кампилобактериозом в 2016-2018 гг. составляла около 7-8 случаев на 100 000 населения. Ежегодно регистрировалось около 430 случаев, из них 80-85% вызваны Campylobacter jejuni. Наиболее высокая заболеваемость отмечалась у детей до 4 лет. Кампилобактер был вторым по частоте пищевым бактериальным патогеном после сальмонеллы. Большинство случаев пищевых инфекций были связаны со вспышками. Недавние исследования подтверждают значимую роль Campylobacter в этиологии острого гастроэнтерита в Сингапуре.

### Австралия
В Австралии зарегистрировано 29,931, 22,573 и 24,164 случая кампилобактериоза в 2014, 2015 и 2016 годах соответственно. Заболеваемость выросла с 124.1 до 146.8 на 100,000 населения с 2014 по 2016 год. Большинство случаев спорадические, но было выявлено 84 вспышки с 2001 по 2016 год. 85% вспышек связаны с куриным мясом или блюдами из него. Основные факторы риска: недоваренная птица, домашние куры и зарубежные поездки. Пик заболеваемости приходится на лето, мужчины болеют чаще женщин. Кампилобактер остается ведущим бактериальным энтеропатогеном в Австралии, опережая сальмонеллу и другие патогены.

### США
Заболеваемость кампилобактериозом в США росла с 2014 по 2019 год, достигнув 19.5 случаев на 100,000 населения в 2019 году. В 2020 году отмечено снижение до 14.4 случаев. Большинство инфекций вызваны C. jejuni (88%) и C. coli (7-8%). Наиболее подвержены дети до 5 лет, чаще болеют мужчины. Пик заболеваемости приходится на летние месяцы. Основные источники вспышек - контакт с животными, сырое молоко и недостаточно приготовленные блюда из курицы. Кампилобактер остается ведущим пищевым бактериальным патогеном, вызывающим гастроэнтерит в США.

### Китай
Исследования показывают, что инфекции Campylobacter распространены в разных регионах Китая. Частота выявления варьируется от 0,13% до 10,5% в зависимости от региона и года исследования. Campylobacter часто является одним из ведущих бактериальных патогенов, вызывающих диарею, наряду с E. coli и Salmonella. Самый высокий уровень обнаружения (10,5%) был зафиксирован в Вэньчжоу в 2017-2019 годах..
Крупномасштабное национальное проспективное исследование наблюдения за более чем 90 000 пациентов с острой диареей в 31 провинции Китая проводилось с 2009 по 2018 год. Было обнаружено, что ротавирус А и норовирус были двумя ведущими вирусными кишечными патогенами, в то время как C. jejuni был шестым по распространенности бактериальным кишечным патогеном (0,87%) после диареегенной E. coli (6,71%), нетифоидной Salmonella (4,41%), Shigella (2,44%), V. parahaemolyticus (2,08%) и A. hydrophila (0,99%).

## Этиология
Возбудители кампилобактериоза отнесены к семейству Spirillaceae и выделены в род Campylobacter. Всего выделено и описано 15 видов кампилобактерий, но не все они патогенны для человека и животных. Для человека патогенны три вида кампилобактеров: C. jejuni, C. coli и C. fetus subspecies fetus.
Кампилобактерии (греч. kampylos — изогнутый, bakterion — палочка) — полиморфные, подвижные, грамотрицательные микробы, легко окрашивающиеся всеми анилиновыми красками и по Романовскому-Гимзе. В мазках из патологического материала имеют вид запятой, летящей чайки, буквы S или спирали с одним или несколькими завитками. Спор и капсул не образуют.
Род Campylobacter включает не менее 9 видов патогенных для человека кампилобактерий. Ведущими видами в патологии человека являются Campylobacter jejuni, C. coli, C. lari, реже — C. fetus подвид fetus. Нередко кампилобактериоз маскируется под термином «Диарея путешественников».
В 2010 году Европейское агентство по безопасности продуктов питания приходит к выводу, что обработка, приготовление и потребление мяса бройлеров могут напрямую отвечать за 20–30% случаев кампилобактериоза у людей в ЕС.

## Патогенез
Входные ворота — желудочно-кишечный тракт.
Возбудитель попадает в организм человека через рот с инфицированными пищевыми продуктами или водой. Развитие вариантов течения инфекционного процесса определяется состоянием резистентности макроорганизма. При нормальной реактивности организма заражение может сопровождаться клиническими проявлениями или ограничивается субклинической формой с бактериовыделением.
На патогенез влияют высокая адгезивная и инвазивная способность кампилобактерий. Эти микроорганизмы быстро колонизируют верхние отделы тонкой кишки (резистентны к действию желчи). Легко проникают через мембрану эпителиальных клеток и межклеточные пространства.
В желудочно-кишечном тракте, преимущественно в тонкой (тощей) кишке (реже в толстой), в месте входных ворот инфекта выраженные адгезивные свойства кампилобактерий позволяют им быстро колонизировать слизистую, а инвазивные свойства и выделение энтеротоксина приводят к развитию воспалительных изменений, отёку и гиперплазии слизистой. Воспаление может привести к появлению эрозий, которые могут сливаться в крупные язвы.
Группу повышенного риска составляют дети (особенно до 2 лет), пожилые лица, страдающие сопутствующими заболеваниями, пациенты с иммунодефицитами, а также лица, получающие глюкокортикостероиды и цитостатики.
При большой инфицирующей дозе в ослабленном организме возможна бактериемия с диссеминацией возбудителя в различные органы и ткани. Бактериемия сопровождается образованием вторичных очагов в сердце, ЦНС, лёгких, печени, мягких мозговых оболочках и др.
У беременных при бактериемии возбудитель проникает через плаценту, что приводит к внутриутробному заражению плода, преждевременным родам и абортам.
У части лиц с иммунодефицитом кампилобактериоз может протекать хронически по типу хрониосепсиса с поражением эндокарда, суставов и других органов.
Патоморфологические изменения слизистой оболочки толстой кишки при ректороманоскопии варьируют от её отёка и гиперемии, иногда с кровоизлияниями, до выраженного разрыхления. Редко выявляются более значительные изменения с участками некроза. На аутопсии при септической форме болезни обнаруживаются множественные микроабсцессы в головном мозге, миокарде, печени, скелетных мышцах; язвенно-некротические изменения в кишечнике и почках.
26 марта 2013

## Клиника
Продолжительность инкубационного периода 1-2 дня. Продромальный период продолжительностью 24-48 часов сопровождается лихорадкой, головной болью, миалгией, недомоганием, повышается температура тела до 38 °C. Картина очень схожа с гриппом. Затем присоединяются тошнота, реже рвота, боли в эпи- и мезогастрии. Боли могут быть очень интенсивными, сравнимы с коликой. На фоне болевого синдрома у больных появляется обильный жидкий, пенистый, зловонный стул (до 10 раз за сутки). Возможны появления обезвоживания и ацидоза. У детей первого года жизни клиническая картина заболевания напоминает холеру
Через 2 суток после начала диареи присоединяются нередко признаки колита- появление патологических примесей крови и слизи. При микроскопическом исследовании кала выявляется воспалительный экссудат и лейкоциты, также можно обнаружить большое количество кампилобактерий. Боли в животе имеют схваткообразный характер, нередко симулируют картину «острого живота» с симптомами перитонита.

## Диагностика
Из-за многообразия клинических проявлений этой инфекции и отсутствия типичного для заболевания симптомокомплекса клиническая диагностика её затруднительна и, нередко, невозможна.
Для подтверждения диагноза кампилобактериоза применяют следующие методы: бактериоскопический, бактериологический и серологический. Материалы для исследований — испражнения, кровь, ликвор и другие биологические материалы (например, гной из абсцессов) от больных, исследованию подлежат также вода, молоко и различные пищевые продукты.
При фазово-контрастной микроскопии суспензии испражнений в жидкой среде определяют характер подвижности возбудителя. Посевы проводят непосредственно на селективные питательные среды (например, среду Бутцлера) или после обогащения в течение суток.
Микроскопическое исследование тонкого мазка, окрашенного 1 % раствором фуксина в течение 20-30 с, позволяет быстро обнаружить спиралевидные или S-образные кампилобактерии. Типичные формы чаще обнаруживают при окраске кристаллическим фиолетовым.
Для серологической диагностики применяют методы микроагглютинации, иммунофлуоресценции, РСК, РПГА, ИФА. Необходимо исследовать парные сыворотки, взятые с интервалом 10 — 14 дней. В России разработаны диагностикумы для выявления антител в РНГА, применяемые для распознавания кампилобактериозов животных и человека.
Применяют ПЦР-диагностику

## Лечение
Препаратами выбора являются макролиды (эритромицин 250 мг 4 раза в сутки 5-7 дней, азитромицин) и фторхинолоны (ципрофлоксацин, офлоксацин). Внекишечные формы лечат канамицином, тетрациклином, гентамицином.

## Прогноз
Обычно благоприятный. При септических формах у новорожденных и больных с иммунодефицитом возможны летальные исходы. 

## Кампилобактериоз у сельскохозяйственных животных
Восприимчивы крупный рогатый скот и овцы. Заражение происходит через корм, воду и посредством полового акта, через сперму. Для подтверждения диагноза в ветлабораторию отправляют абортированные плоды, плодные оболочки, половую слизь.